# Cakera
Cakera (翔～カケラ～裸) é o quinto álbum de estúdio da banda japonesa Laputa, lançado em 9 de junho de 1999 pela Toshiba EMI. Os singles do álbum são "Feelin' the Sky", "Virgin cry", "Chimes" e "Breath", que foi usada como música tema do programa de televisão "Rank Oukoku". Foi o único álbum da banda a incluir quatro singles e o que marcou a transição da banda para o pop com inclusão de elementos da música eletrônica.

## Recepção
Assim como o álbum anterior, Cakera alcançou a 10ª posição na Oricon Albums Chart, que foi a posição mais alta de um álbum da banda. Permaneceu na parada por 3 semanas e vendeu certa de 49,920 cópias. Na Billboard Japan, alcançou a 17ª posição.
Os singles "Virgin cry", "Chimes", "Breath" e "Feelin' the sky" alcançaram a 23ª, 25ª, 29ª e 15ª posição na Oricon Singles Chart, respectivamente. "Feelin' the sky" também ranqueou na Billboard Japan, na 19ª posição.
Em crítica sobre Cakera, CD Journal comentou: "A qualidade da música e do arranjo são impecáveis, e o acabamento é bem denso."

## Faixas
| N.º            | Título                     | Duração |  |
| 1.             | "Sadness"                  | 4:40    |  |
| 2.             | "Virgin cry"               | 3:37    |  |
| 3.             | "Jesus"                    | 3:49    |  |
| 4.             | "Starting paranoia"        | 3:39    |  |
| 5.             | "Chimes"                   | 3:58    |  |
| 6.             | "Refrain Limit/Drug Habit" | 4:42    |  |
| 7.             | "Breath"                   | 4:18    |  |
| 8.             | "Feelin' the sky"          | 4:46    |  |
| 9.             | "Masquerade"               | 4:52    |  |
| 10.            | "After lovers"             | 5:15    |  |
| Duração total: | Duração total:             | 43:39   |  |

## Ficha técnica
- Aki - vocais
- Kouichi - guitarra
- Junji - baixo
- Tomoi - bateria